# Thaumatoxena pilosior
Thaumatoxena pilosior är en tvåvingeart som beskrevs av Schmitz 1955. Thaumatoxena pilosior ingår i släktet Thaumatoxena och familjen puckelflugor. Inga underarter finns listade i Catalogue of Life.